# 전기 (화가)

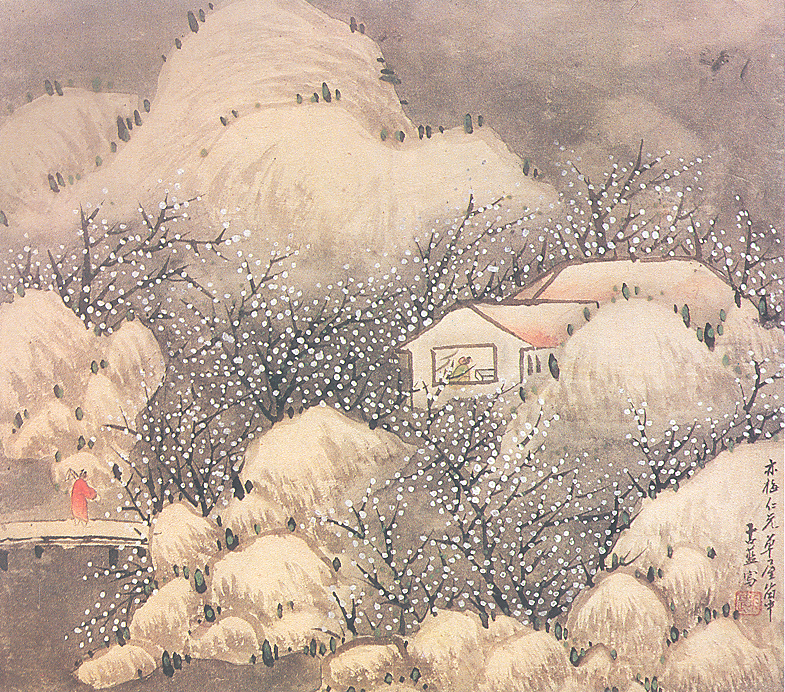
전기가 그린 〈매화초옥〉

전기(田琦, 1825년~1854년)는 조선의 화가이다. 자는 기옥, 호는 고람이며 본관은 개성이다. 산수화를 잘 그렸고 시도 잘 썼다. 그림은 송·원의 남종파의 화풍을 계승하였다.
조희룡, 유재소, 유숙 등과 매우 가까웠으며, 중인 출신으로 김정희의 문하에서 서화를 배웠다. 추사파 가운데 문인화의 경지를 가장 잘 이해하고 구사하였던 인물로 촉망받았으나, 일찍 죽어 남긴 작품이 적다.
그림으로 〈자문 월색도〉와 〈매화 서옥도〉, 〈매화도〉 등이 있다.